# Katja Schneider (Kunsthistorikerin)
Katja Schneider (auch Katja Schneider-Stief; * 22. Mai 1953 in Hamburg) ist eine deutsche Kunsthistorikerin und Kuratorin. Von 1999 bis 2013 war sie Direktorin des Kunstmuseums Moritzburg Halle (Saale), danach war sie als Kuratorin für die Stiftung Luthergedenkstätten in Sachsen-Anhalt tätig. Sie ist verheiratet mit Johann Stief, Professor für Innenarchitektur an der Burg Giebichenstein Kunsthochschule Halle.

## Leben
Katja Schneider studierte Kunstgeschichte, Archäologie, Orientalische Kunstgeschichte und Anglistik an den Universitäten Hamburg und Bonn mit Studienaufenthalt in Italien/Florenz. 1988 promovierte sie an der Universität Bonn bei Tilmann Buddensieg mit einer Dissertation zur Burg Giebichenstein und dem Kunstgewerbe der 1920er Jahre. Ihr Volontariat absolvierte sie am Badischen Landesmuseum in Karlsruhe.
1992 kam sie an das Kunstmuseum Moritzburg Halle (Saale), wo sie 1999 in der Nachfolge von Peter Romanus Direktorin des Museums und 2003 Vorstand der neu gegründeten Stiftung Moritzburg wurde. Bis 2012 konsolidierte sie das Museum mit einem Erweiterungsbau der Architekten Nieto Sobejano, in dem die Bestände der Kunst der klassischen Moderne zusammen mit der Brücke-Sammlung Hermann Gerlinger und der Nachkriegsmoderne gezeigt wurden. Von 2013 bis 2017 wirkte sie als Co-Kuratorin der Stiftung Luthergedenkstätten in Wittenberg an der Erarbeitung der Landesausstellung zu Lucas Cranach dem Jüngeren und der Nationalen Sonderausstellung zum Reformationsjubiläum im Augusteum Wittenberg mit. 2018 kuratierte sie, zusammen mit Renate Luckner-Bien, für die Kunsthalle „Talstrasse“ in Halle eine Ausstellung über Marguerite Friedlaender und Gerhard Marcks und 2019 für die Stiftung Luthergedenkstätten eine Ausstellung zur konfessionellen Marienverehrung im 16. Jahrhundert.
Katja Schneider ist Autorin und Herausgeberin zahlreicher Fachveröffentlichungen.

## Veröffentlichungen (Auswahl)
- „[…] daß ich gern an Ihre Schule kommen würde […], davon können Sie überzeugt sein.“ Erich Dieckmann – ein Möbeldesigner aus dem Bauhaus an der Burg Giebichenstein. In: Jahrbuch des halleschen Stadtarchivs 2022, S. 112–181.
- Erich Dieckmann. Möbel für den Gegenwartsmenschen. In: Stühle: Dieckmann! Der Vergessene Bauhäusler Erich Dieckmann. Ausstellungskatalog Kunststiftung Sachsen-Anhalt, Halle/Saale und Kunstgewerbemuseum Berlin 2022, S. 38–59.
- Marguerite Friedlaender. Pötte – Potten – Pots. Lebensstationen einer deutsch-jüdischen Bauhäuslerin. Keramik-Museum Bürgel, 10.7.– 5.9.2021, und Rokokoschloss Dornburg 11.9.– 31.10.2021.
- Halle (Saale) 2022, Dölauer Straße 46: Ein Stolperstein für Paul Frankl und Marguerite Friedlaender. Zeitgeschichte(n) e. V.
- Bernhard Hieronymus Velthuysen (1881–1969) zum 50. Todestag. In: Jahrbuch für hallesche Stadtgeschichte, Halle 2019.
- hrsg. für Stiftung Luthergedenkstätten in Sachsen-Anhalt: Verehrt, geliebt, vergessen. Maria zwischen den Konfessionen. Ausstellungskatalog. Petersberg 2019, ISBN 978-3-7319-0823-4.
- mit Renate Luckner-Bien: Wir machen nach Halle. Marguerite Friedlaender und Gerhard Marcks. Ausstellungskatalog. Kunsthalle „Talstrasse“, Halle (Saale) 2018, ISBN 978-3-932962-96-7.
- hrsg. mit Roland Enke und Jutta Strehle: Lucas Cranach der Jüngere. Entdeckung eines Meisters. Stiftung Luthergedenkstätten in Sachsen-Anhalt. Hirmer Verlag, München 2015, ISBN 978-3-7774-2349-4.
- Emil Nolde. Farben – heiß und heilig. Stiftung Moritzburg, Halle (Saale) 2013, ISBN 978-3-86105-070-4.
- hrsg. mit Hermann Gerlinger: Wort wird Bild. Illustrationen der „Brücke“-Maler. (= Almanach der Brücke. 2). Stiftung Moritzburg, Halle (Saale) 2012, ISBN 978-3-86105-064-1.
- hrsg. mit Jürgen Tietz: e-X–tention. Aktuelle Museums- und Ausstellungsarchitektur im Bestand. Tagung Stiftung Moritzburg, Halle (Saale) 2010. Kerber-Verlag, Bielefeld 2013, ISBN 978-3-86678-801-5.
- hrsg. mit Stefan Lehmann (Hrsg.): Oskar Kokoschkas Antike. Eine europäische Vision der Moderne. Ausstellungskatalog Stiftung Moritzburg. Hirmer Verlag, München 2010, ISBN 978-3-7774-2581-8.
- hrsg. mit Hermann Gerlinger: Gemeinsames Ziel und eigene Wege. Die Brücke und ihr Nachwirken. Stiftung Moritzburg. (= Almanach der Brücke. 1). Halle (Saale) 2009, ISBN 978-3-7774-2621-1.
- Gerald Scarfe „Tear down the wall“. Werke für Pink Floyd, Politische Karikaturen und satirische Portraits. Stiftung Moritzburg, Halle (Saale) 2009.
- hrsg. mit Jürgen Tietz: Nieto Sobejano. Das neue Kunstmuseum in Halle. Stiftung Moritzburg Halle. Hirmer Verlag, München 2008, ISBN 978-3-7774-5075-9.
- hrsg.: Moderne und Gegenwart – das Kunstmuseum in Halle. Hirmer Verlag, München 2008, ISBN 978-3-7774-5065-0.
- hrsg. mit Andreas Tacke und Thomas Schauerte: Der Kardinal. Albrecht von Brandenburg. Renaissancefürst und Mäzen. Ausstellung Stiftung Moritzburg. Schnell & Steiner, Regensburg 2006, ISBN 3-7954-1912-3.
- hrsg. Gertraud Möhwald. Keramik. Stiftung Moritzburg, Halle (Saale) 2005, ISBN 3-86105-113-3.
- hrsg.: Nur für ihre Frauen. Schmuck von Karl Schmidt-Rottluff, Emil Nolde, Erich Heckel und Ernst Ludwig Kirchner. Stiftung Moritzburg, Halle (Saale) 2003, ISBN 3-86105-137-0.
- hrsg. mit Hermann Goltz: Der gerettete Schatz der Armenier aus Kilikien. Sakrale Kunst aus dem Kilikia-Museum Antelias, Libanon. Staatliche Galerie Moritzburg, Halle 2000, ISBN 3-89500-194-5.
- Vera Marie von Claer. Schmuck und Email. Staatliche Galerie Moritzburg, Halle (Saale) 1998, ISBN 3-86105-022-6.
- Johanna Schütz-Wolff. Textil und Grafik zum 100. Geburtstag. Staatliche Galerie Moritzburg, Halle (Saale) 1996, ISBN 3-86105-131-1.
- Paul Thiersch und die Bühne – Szenische Visionen eines Architekten. Staatliche Galerie Moritzburg, Halle (Saale) 1995, ISBN 3-86105-121-4.
- Charles Crodel: Kunsthandwerk. Staatliche Galerie Moritzburg, Halle (Saale) 1994.
- Burg Giebichenstein. Die Kunstgewerbeschule unter Leitung von Paul Thiersch und Gerhard Marcks 1915 bis 1933. VCH, Weinheim 1992, ISBN 3-527-17725-6 (= Dissertation)

## Vorträge (Auswahl)
- Anpassung aus Verzweiflung? Der Möbeldesigner Erich Dieckmann im Banne nationalsozialistischer Ideologie. Vortrag, gehalten auf der Tagung „Bauhaus und Nationalsozialismus“ der Klassik Stiftung Weimar, 24./25. Mai 2023 im Goethe-Nationalmuseum in Weimar; Tagungsband erscheint 1924.
- Das Bauhaus in Dornburg. Töpfertradition und Bedarfswirtschaft. Vortrag, gehalten im Rahmen der 2. Freitagsgruppe zum Thema „Gestalten mit Lehm“, der Stiftung Bauhaus Dessau, 12. Mai 2023.
- Bauhaus-Ideen auf dem Prüfstand. Die Keramikerin Marguerite Friedlaender,  Matinee zur Keramik auf Schloss Villa Ludwigshöhe, Edenkoben 1. September 2019.
- Cranachs Luther-Bilder. Zur Visuellen Bildstrategie des Reformators. Anlässlich der Ausstellung Cranachs Luther! Schloss Güstrow, 24. August 2017.
- Renate Heintze und ihr Weg zum Autorenschmuck / Her path to studio jewelry. Vortrag / Lecture auf Englisch Die Neue Sammlung – The Design Museum, Pinakothek der Moderne, Ernst von Siemens Auditorium, 12. März 2017.
- Die Frau, eine Ikone? Zur politischen Kraft des Bildes. Vortrag auf der Tagung Frauen der Reformation der Evangelischen Akademie Sachsen-Anhalt e. V., Schloss Hartenfels, Torgau 20. bis 22. Mai 2016.
- Burg Giebichenstein – Kunsthochschule seit 1915. Vortrag auf dem Symposium „1915! Eine Kunstgewerbeschule als Gegenwelt? Von Halle in die Welt: Ideen, Impulse, Modelle“, Stiftung Moritzburg, 26. November 2015.
- Biblische Frauen in der Kunst der Moderne: Die Heilige als Madonna und Verführerin. Vortrag im Rahmen der Wittenberger Sonntagsvorlesungen, Evangelisches Predigerseminar, 27. Juni 2015
- „Es müssen noch Bilder nach Halle …“ Emil Nolde und sein Sammler-Freund Max Sauerlandt. Vortrag auf der Tagung Emil Nolde und Max Sauerlandt. Aspekte einer Freundschaft Stiftung Moritzburg in Kooperation mit dem Institut für Kunstgeschichte und Archäologien Europas (IKARE) der Martin-Luther-Universität Halle-Wittenberg, 14./15. Februar 2013.
- „… weil in Halle einzig allein nur das Allerbeste gekauft wurde.“ Max Sauerlandt etabliert die Moderne im Städtischen Museum von Halle. Vortrag in der Reihe Brennpunkt Moderne – Halle und die Kunst im 20. Jahrhundert des Vereins für hallische Stadtgeschichte, Franckesche Stiftungen, Englischer Saal, 8. April 2013.
- Sicherstellung und Zweitverbringung – die Moritzburg in Halle (Saale) als Auffang- und Durchgangslager für enteignetes Kunstgut. Vortrag auf der Tagung Museumsgut und Eigentumsfragen. Die Nachkriegszeit und ihre heutige Relevanz in der Rechtspraxis der Museen in den neuen Bundesländern. Veranstaltet von der Konferenz Nationaler Kultureinrichtungen, Staatliches Museums Schwerin, Schloss Güstrow, 19. April 2012.
- Kunstwerk als Instanz. Alois Schardts Beitrag zur Museologie des 20. Jahrhunderts. Vortrag auf der Tagung Alois J. Schardt – ein Kunsthistoriker zwischen Weimarer Republik, „Drittem Reich“ und Exil in Amerika, IKARE der MLU in Kooperation mit Stiftung Moritzburg, Halle, 27. Juni 2009.
- „Es gibt eine größere Heimat als die des Landes.“ Marguerite Friedlaender-Wildenhains Stationen der Emigration. Tagung Grenzen überschreiten. Frauen, Kunst, Exil in der Staatlichen Galerie Moritzburg Halle, Februar 2003.